# Walter Fuchs (Politiker)
Walter Fuchs (* 4. März 1915 in Göppingen; † 7. Dezember 1979 in Balingen) war ein deutscher Kommunalpolitiker.

## Werdegang
Fuchs arbeitete als Bankkaufmann. Am 22. September 1946 wurde er zum Bürgermeister von Balingen gewählt. Er blieb bis zum 14. Dezember 1948 im Amt und übernahm dann das Amt des Direktors der Kreissparkasse Balingen (heute Teil der Sparkasse Zollernalb). Er gehörte noch fünf Jahre, von 1948 bis 1953, dem Gemeinderat an.
| Personendaten    | Personendaten               |
| ---------------- | --------------------------- |
| NAME             | Fuchs, Walter               |
| KURZBESCHREIBUNG | deutscher Kommunalpolitiker |
| GEBURTSDATUM     | 4. März 1915                |
| GEBURTSORT       | Göppingen                   |
| STERBEDATUM      | 7. Dezember 1979            |
| STERBEORT        | Balingen                    |